# Aenne Willius-Senzer
Aenne Willius-Senzer (* 10. September 1896 in Mainz; geborene Senzer; † 31. Januar 1991) war eine deutsche Balletttänzerin und Tanzlehrerin.

## Werdegang
Anne Senzer gab im Alter von zehn Jahren ihr Debüt am Stadttheater Mainz. Dort war sie zunächst in Kinderrollen zu sehen. Nach der Abschluss der Lehre wurde sie Solotänzerin, Anfang der 1930er Jahre Ballettmeisterin. Sie tanzte Operetten und Opern, unter anderem zusammen mit Käthe Dorsch im Fidelen Bauer.
1923 trat sie von der Bühne ab und gründete in Mainz eine Tanzschule, die heute eine der renommiertesten und größten Tanzschulen Deutschlands ist. 1926 heiratete sie den Bankkaufmann Franz Willius. Nach der Zerstörung ihres Hauses im Zweiten Weltkrieg baute sie ab 1946 die Schule, zunächst am Weihergarten wieder auf. Später zog die Schule an den Karmeliterplatz, seit 1960 im wieder errichteten „Hof zum Spiegelberg“ ab 1976 im neuen „Stockheimer Hof“.

## Ehrungen
- 1982: Verdienstkreuz am Bande der Bundesrepublik Deutschland[2] verliehen durch den damaligen Oberbürgermeister Jockel Fuchs